# První pětiletka (Albánie)
První pětiletka probíhala v Albánii v letech 1950 – 1955. Byla připravena a provedena podle sovětského vzoru.
Albánie byla po druhé světové válce jednou z nejzaostalejších zemí Evropy. Její hospodářství stálo především na zemědělství a velmi omezených průmyslových schopnostech. Po příklonu Albánie k SSSR v polovině roku 1948 bylo rozhodnuto, že země přijme ekonomickou koncepci z Moskvy, která stála na průmyslové soběstačnosti a centralizaci. 
Původní myšlenka, že by se tento pětiletý plán měl soustředit především na odstranění nedostatků v zásobování veškerým zbožím a posílení domácí výroby však vzala rychle za své, neboť takových cílů albánské hospodářství nebylo s to splnit. K rozsáhlejší industrializaci chyběla vzdělaná pracovní síla, dopravní infrastruktura a mechanizace; Albánie se potýkala se stejným problémem, který trápil i jejího severního souseda Jugoslávii. V několika větších městech se i přesto podařilo vybudovat několik továren (např. ve Skadaru, Vloře, Tiraně aj). Obyvatelstvo bylo mobilizováno, a byla vytvářena atmosféra nedůvěry a ohrožení, které ztělesňovala sousední Jugoslávie, se kterou vláda v Tiraně neměla dobré vztahy. 
V zemědělství měla být provedena kolektivizace. Původní smělé plány však musely být zastaveny, neboť po zahájení celého procesu výstavby kolektivních farem se začaly dostavovat nedostatky v zásobování potravin, které celý plán značně ohrožovaly a nakonec se jeho cíle nepodařilo právě z tohoto důvodu naplnit. Tradiční albánské zemědělství mělo velmi nízkou produktivitu; plány tehdejšího komunistického vedení povinně vykupovat určitou část produkce rolníků vedly akorát k nedostatku potravin; vláda musela nakonec odkupy nejprve zmrazit a poté jim obilí i vracet. V 50. letech se obdělávání půdy věnovalo na 70 % albánského obyvatelstva.